# Тини (певачица)
Мартина Стесел (шп. Martina Stoessel; Буенос Ајрес, 21. март 1997), позната као Тини, аргентинска је певачица, текстописац, плесачица, глумица и манекенка. Каријеру је започела улогом у серији Ружно паче (2007). Постала је позната улогом Виолете Кастиљо у серији Виолета (2012—2015) и филму Тини: Нови живот Виолете (2016).

## Биографија
Мартина је рођена у Буенос Ајресу као ћерка телевизијског продуцента и редитеља Алехандра Стесел и Маријане Музлере. Има брата, Франсиска, који је годину дана старији од ње. Мартина је започела своју уметничку обуку у раној доби учећи певање, клавир, музичку комедију, музички театар и плес у свом родном Буенос Ајресу. Мартина је образована у две приватне двојезичне школе: Colegio San Marcos и Colegio Martín y Omar de Isidro.
Мартина је у првој сезони популарне дечије теленовеле у Аргентини, Ружно паче, имала улогу „Мартине”, једног од асистената Фито Бернардија. Мартина је такође играо улогу „Ане” у флешбек епизоди исте серије.
Године 2011. Мартина је снимила шпанску верзију песме Шенон Саудерс, „The Glow”, под називом „Tu Resplandor”; песма је била укључена на албуму, Disney Princess: Fairy Tale Songs. Мартина је извела песму на догађају за Дизни канал Латиноамерика названу Celebratón, 31. децембра 2011. Песма је касније објављена на албуму за серију у марту 2012. године.

## Дискографија
Студијски албуми
- (2016)
- (2018)
- (2020)
- (2023)

### Видеографија
| Спот                         | Година | Режисер                      |
| ---------------------------- | ------ | ---------------------------- |
| Lucha por tus sueños         | 2007   |                              |
| Libre Soy                    | 2013   |                              |
| Born to Shine                | 2016   | Филип Анделман               |
| Great Escape                 | 2016   | Ерик Харли                   |
| Got Me Started               | 2016   | Фатима Робинсон              |
| Ya No Hay Nadie Que Nos Pare | 2017   | Фатима Робинсон              |
| Si Tú Te Vas                 | 2017   | Џоакин Комбре                |
| Todo Es Posible              | 2017   | Mediaset España              |
| Te Quiero Más                | 2017   | Cavia & Cornas               |
| Princesa                     | 2018   | Agus & Santi                 |
| Consejo de Amor              | 2018   |                              |
| La Cintura (Remix)           | 2018   |                              |
| Quiero Volver                | 2018   | Давид Бохоркез,Диего Пескинс |
| Lo Malo (Remix)              | 2018   |                              |
| Por Que Te Vas               | 2018   |                              |
| Wild                         | 2019   |                              |
| 22                           | 2019   |                              |
| Sad Song                     | 2019   |                              |
| Suéltate El Pelo             | 2019   | Нуно Гомес                   |
| Fresa                        | 2019   | Даниел Дуран                 |
| Oye                          | 2019   | Даниел Дуран                 |
| Recuerdo                     | 2020   | Давид Бохоркез               |
| Ya no me llames              | 2020   | Диего Пескинс,Факу Балве     |
| Bésame (I Need You)          | 2020   | Диего Пескинс                |
| Ella Dice                    | 2020   | Диего Пескинс,Нуно Гомес     |
| High (Remix)                 | 2020   | Хулијан Леви                 |
| Duele                        | 2020   | Едуардо Казанова             |
| Un Beso en Madrid            | 2020   | Нуно                         |
| Te Olvidaré                  | 2020   | Тини,Диего Пескинс           |
| Miénteme                     | 2021   | Диего Пескинс                |
| 2:50 (Remix)                 | 2021   | Мартин Сиепел                |
| La Niña de la Escuela        | 2021   |                              |
| Maldita Foto                 | 2021   | Нуно                         |
| Tú no me conoces             | 2021   | Диего Пескинс                |
| Bar                          | 2021   | Диего Пескинс                |
| Aquí Estoy                   | 2021   |                              |
| Fantasi                      | 2022   | Диего Пескинс                |
| La Triple T'                 | 2022   | Диего Пескинс                |
| Carne y Hueso                | 2022   | Диего Пескинс                |
| La Lotto                     | 2022   |                              |
|                              | 2022   |                              |
|                              | 2022   |                              |
|                              | 2023   |                              |
|                              | 2023   |                              |
|                              | 2023   |                              |
|                              | 2023   |                              |
|                              | 2023   |                              |
|                              | 2023   |                              |
|                              | 2024   |                              |
|                              | 2024   |                              |